# باربارا هیکس
باربارا هیکس (انگلیسی: Barbara Hicks؛ ۱۲ اوت ۱۹۲۴ – ۶ سپتامبر ۲۰۱۳) یک هنرپیشه اهل بریتانیا بود.
از فیلم‌ها یا برنامه‌های تلویزیونی که وی در آن نقش داشته است می‌توان به برزیل، هواردز اند و خانم مارپل اشاره کرد.